# Fánk
A fánk édes sütemény, amely általában kelt tésztából készül, és rendszerint porcukorral, lekvárral kiegészítve kerül fogyasztásra. Magyarországon a 19. század tájékán terjedt el a manapság igen népszerű finomság; az étel eredetéről számos teória létezik; a közismert legenda szerint Marie Antoinette francia királynéhez köthető az elterjedése, mások szerint pedig Bécsből származik. Kedvelt változatai a képviselőfánk, a forgácsfánk, a farsangi fánk, a csőregefánk, illetve a szalagos fánk. Magyarországon a fánk fogyasztása a farsanghoz kötődik: a farsangi fánk népszerű böjt előtti csemege, ekkor a keresztény hagyományok szerint érdemes minél több fánkot enni a falánk élvezetek megvonása előtt. A népi hiedelmek szerint a fánk a párkeresés egyik szimbóluma: a lányok egy-egy fánk ajándékba adásával jelezték a fiúknak szimpátiájukat.

## A szalagos fánk elnevezése
A farsangi "szalagos fánk" elnevezés a fánk oldalán húzódó, világosabb sávnak köszönhető, amit akkor kap a fánk, amikor az olajban sütik, ugyanis azon a szakaszon kevesebb forróság éri az ételt.